# Per Bergerud
Per Bergerud (Kongsberg, 28 de enero de 1956) es un deportista noruego que compitió en salto en esquí.
Ganó tres medallas en el Campeonato Mundial de Esquí Nórdico, en los años 1982 y 1985.

## Palmarés internacional
| Campeonato Mundial | Campeonato Mundial | Campeonato Mundial | Campeonato Mundial |
| Año                | Lugar              | Medalla            | Prueba             |
| ------------------ | ------------------ | ------------------ | ------------------ |
| 1982               | Oslo (Noruega)     | Medalla de oro     | TG por equipos     |
| 1985               | Seefeld (Austria)  | Medalla de oro     | TG individual      |
| 1985               | Seefeld (Austria)  | Medalla de bronce  | TN individual      |